# ألبارو بينو
ألبارو بينو (بالإسبانية: Álvaro Pino)‏ مواليد 17 أغسطس 1956 في بوينتيارياس، إسبانيا، هو دراج إسباني سابق في صنف سباق الدراجات على الطريق.

## روابط خارجية
- ألبارو بينو على موقع أرشيف الدراجات (الإنجليزية)
- ألبارو بينو على موقع إحصائيات الدراجات الإحترافية (الإنجليزية)
- ألبارو بينو على موقع CycleBase (الإنجليزية)